# Khắc Sơn
Khắc Sơn (tiếng Trung:克山县, Hán Việt: Khắc Sơn huyện) là một huyện của địa cấp thị Tề Tề Cáp Nhĩ, tỉnh Hắc Long Giang, Cộng hòa Nhân dân Trung Hoa. Huyện này có diện tích 3632 km2, dân số 460.000 người, mã bưu chính 161600, trụ sở chính quyền huyện đóng ở trấn Khắc Sơn. Về mặt hành chính, Khắc Sơn được chia thành các đơn vị gồm 6 trấn (Khắc Sơn, Cổ Thành, Tây Hà, Tây Thành, Bắc Liên, Bắc Hưng), 11 hương (Hà Nam, Song Hà, Tân Hà, Hà Bắc, Cổ Bắc, Dậu Liên, Phát triển, Tây Kiến, Dũng Tuyền, Hướng Hoa, Thư Quang).